# 70 a.C.

## Eventos
- Pompeu e Crasso, cônsules romanos. Com apenas 35 anos, Pompeu tornou-se o mais celebrado general romano de sua época. Crasso era o vitorioso da guerra contra Espártaco.
- Quinto ano da Terceira Guerra Mitridática contra Mitrídates VI do Ponto, sob o comando geral do general Lúculo.
  - Marco Aurélio Cota, que estava com Lúculo no oriente desde 74 a.C., retorna a Roma e celebra um triunfo por suas vitórias na guerra.
- Os cônsules reconstituem o poder tribunício aos tribunos, que havia sido retirado por Sula.
- Hircano II torna-se Sumo Sacerdote dos judeus.

## Nascimentos
- Virgílio, poeta épico romano

## Mortes
- Espártaco